# Muzeum Lenina w Warszawie
Muzeum Lenina w Warszawie – muzeum znajdujące się w latach 1955–1990 w pałacu Przebendowskich przy al. gen Karola Świerczewskiego (obecnie al. „Solidarności”) 62 w Warszawie.

## Opis
Muzeum rozpoczęło działalność w kwietniu 1955. W jego zbiorach znajdowały się m.in. dokumenty, fotografie, ulotki, gazety, książki i grafika. Wystawa stała składała się z trzech części. 
- lata 1870–1912 – powstanie socjalizmu naukowego i działalność Włodzimierza Lenina w okresie jego młodości,
- lata 1912–1914 – jego pobyt w Polsce i działalność partyjna, organizacyjna, naukowa i publicystyczna,
- lata 1914–1924 – rola Włodzimierza Lenina jako organizatora i przywódcy rewolucji październikowej, twórcy Związku Socjalistycznych Republik Radzieckich i przywódcy międzynarodowego ruchu robotniczego.

Placówka organizowała wystawy czasowe i objazdowe. W 1984 została uznana za instytucję upowszechniania kultury o znaczeniu ogólnokrajowym.
Muzeum został zlikwidowane 30 stycznia 1990, a pałac Przebendowskich stał się siedzibą Muzeum Historii Polskich Ruchów Niepodległościowych i Społecznych, które  zmieniło nazwę na Muzeum Niepodległości. 